# Strada statale 689 del Porto di Taranto
La strada statale 689 del Porto di Taranto (SS 689), già nuova strada ANAS 286 del Porto di Taranto (NSA 286) è una strada statale italiana il cui percorso si snoda interamente in Puglia, per la precisione nel comune di Taranto. Si tratta di una strada a carreggiata doppia, con due corsie per senso di marcia e priva di incroci a raso.

## Descrizione
L'arteria rappresenta il collegamento tra la rete stradale di interesse nazionale (SS 7 e SS 106) e l'importante polo del Porto di Taranto. Si tratta di una delle strade statali più corte d'Italia grazie ai suoi 1,040 km.
Il suo inizio corrisponde allo svincolo per il porto presente al km 647 circa della Strada statale 7 Via Appia provenendo da Roma; in direzione opposta si tratta del vero e proprio proseguimento della variante con cui la SS 7 evita il centro abitato di Taranto. Dopo poche centinaia di metri, è presente l'unico svincolo, in corrispondenza dell'intersezione con la Strada statale 106 Jonica.
Sebbene la nomenclatura risalga già al 2005, solo col decreto del presidente del Consiglio dei ministri dell'8 luglio 2010 è stata formalizzata la sua classificazione; l'itinerario che la caratterizza è il seguente: "Innesto con la S.S. n. 7 presso Taranto - Porto di Taranto".

### Tabella percorso
| del Porto di Taranto |                                              |      |           |                |
| Tipo                 | Indicazione                                  | ↓km↓ | Provincia | Strada europea |
|                      | Via Appia (direzione Brindisi)               | 0,0  | TA        |                |
|                      | Via Appia (direzione Matera) Taranto - Croce | 0,0  | TA        |                |
|                      | Jonica Taranto - Croce                       | 0,7  | TA        |                |
|                      | Porto di Taranto                             | 1,0  | TA        | -              |

## Storia
L'arteria è stata inaugurata il 6 dicembre 2005, ottenendo la classificazione provvisoria di nuova strada ANAS 286 del Porto di Taranto (NSA 286).

Solo con il decreto del Presidente del Consiglio dei Ministri dell'8 luglio 2010 è avvenuta la classificazione ufficiale e l'entrata nel novero delle strade statali con la denominazione attuale.